# Rio da Prata (Minas Gerais)
O rio da Prata é um curso de água do estado de Minas Gerais, Brasil. É o principal afluente do rio Tijuco, na bacia hidrográfica do rio Paranaíba. Tem sua nascente formada pelos rios do Peixe e Piracanjuba, no município de Prata, e desagua no rio Tejuco próximo à sua foz com a represa de São Simão no rio Paranaíba.
Percorre seis municípios do triângulo mineiro: Prata, Campina Verde, Ituiutaba, Gurinhatã, Santa Vitória (Minas Gerais) e Ipiaçu.